# مارك غالفن
مارك غالفن (بالإنجليزية: Mark Galvin)‏ هو سائق سباق بريطاني، ولد في 22 يونيو 1955.

## روابط خارجية
- مارك غالفن على موقع DriverDB.com (الإنجليزية)